# Dacre Castle
Dacre Castle är ett slott i Storbritannien.   Det ligger i grevskapet Cumbria och riksdelen England, i den centrala delen av landet, 400 km nordväst om huvudstaden London. Dacre Castle ligger 177 meter över havet.
Terrängen runt Dacre Castle är platt åt nordost, men åt sydväst är den kuperad. Runt Dacre Castle är det ganska glesbefolkat, med 24 invånare per kvadratkilometer. Närmaste större samhälle är Penrith, 6,5 km nordost om Dacre Castle. Trakten runt Dacre Castle består i huvudsak av gräsmarker.